# NGC 1328
NGC 1328 è una galassia lenticolare situata nella costellazione dell'Eridano, a una distanza di circa 287 milioni di anni luce dalla nostra Via Lattea.

## Scoperta
La galassia è stata scoperta nel 1886 dall'astronomo statunitense Francis Leavenworth.